# Severská kombinace na Zimních olympijských hrách 1994
V severské kombinaci na Zimních olympijských hrách 1994 v Lillehammeru byly součástí olympijského programu dvě soutěže, soutěž jednotlivců a soutěž tříčlenných družstev. Místem konání byl skokanský stadion Lysgårdsbakken a lyžařský stadion Birkebeineren.
Závody v severské kombinaci se konaly ve dnech 18. února až 24. února 1994. Vítězem soutěže jednotlivců se stal norský sdruženář Fred Børre Lundberg, v družstvech zvítězilo Japonsko.

## Přehled medailí
| Pořadí | Země            | Zlato | Stříbro | Bronz | Celkově |
| ------ | --------------- | ----- | ------- | ----- | ------- |
| 1.     | Norsko (NOR)    | 1     | 1       | 1     | 3       |
| 2.     | Japonsko (JPN)  | 1     | 1       | 0     | 2       |
| 3.     | Švýcarsko (SUI) | 0     | 0       | 1     | 1       |
|        | Celkem          | 2     | 2       | 2     | 6       |

## Medailisté

### Muži
| Disciplína              | Zlato                                                  | Výkon     | Stříbro                                                             | Výkon     | Bronz                                                           | Výkon     |
| ----------------------- | ------------------------------------------------------ | --------- | ------------------------------------------------------------------- | --------- | --------------------------------------------------------------- | --------- |
| Jednotlivci (K95/15 km) | Fred Børre Lundberg · Norsko (NOR)                     | 39:07.9   | Takanori Kono · Japonsko (JPN)                                      | 40:25.4   | Bjarte Engen Vik · Norsko (NOR)                                 | 40:26.2   |
| Družstva (K95/3x10 km)  | Japonsko · Takanori Kono · Masashi Abe · Kenji Ogiwara | 1:22:51.8 | Norsko · Knut Tore Apeland · Bjarte Engen Vik · Fred Børre Lundberg | 1:27:40.5 | Švýcarsko · Jean-Yves Cuendet · Hippolyt Kempf · Andreas Schaad | 1:30:39.9 |